# Людина-мікросхема 2
«Людина-мікросхема 2» (англ. Plughead Rewired: Circuitry Man II) — американський постапокаліптичний науково-фантастичний фільм 1994 року, написаний і знятий Стівеном Лові та Робертом Лові, у головних ролях Джим Метцлер, Вернон Веллс, Дебора Шелтон, Денніс Крістофер, Ніколас Ворт і Трейсі Лордс. Продовження фільму 1990 року Circuitry Man.

## Синопсис
На тлі забрудненого майбутнього Землі жінка-агент ФБР Кайл забирає секс-андроїда Деннера з божевільні, щоб змусити його допомогти їй полювати на кримінального психопата «Плаґхеда». Але Плаґхед, який вже мав справу з Даннером, має власні плани. Він змушує жінку-науковця допомогти йому у виготовленні чіпів, що подовжують життя, які він має намір продавати багатим і впливовим клієнтам.

## Акторський склад
| Актор               | Роль            |
| ------------------- | --------------- |
| Вернон Веллс        | Плаґхед         |
| Джим Метцлер        | Деннер «Ромео»  |
| Дебора Шелтон       | Кайл            |
| Денніс Крістофер    | «Leech»         |
| Ніколас Ворт        | «Рок»           |
| Трейсі Лордс        | Норма           |
| Том Кенні           | «Гуру»          |
| Джордж Мердок       | сенатор Райлі   |
| Білл Болендер       | рядовий Річардс |
| Джордж «Бак» Флауер | Джеррі          |

## Рецепція
Пишучи в Entertainment Weekly, Дж. Р. Тейлор оцінив його на C− і написав, що фільм повторює сюжет з першого фільму, хоча він похвалив Мецлера як «одного з найцікавіших жанрових хлопців».  Майкл Уелдон, автор The Psychotronic Video Guide, назвав це «майже безсюжетним, іноді кумедним продовженням комедії». 